# Neuheim ZG
| ZG ist das Kürzel für den Kanton Zug in der Schweiz. Es wird verwendet, um Verwechslungen mit anderen Einträgen des Namens Neuheim zu vermeiden. |

Neuheim ist eine politische Gemeinde des Kantons Zug in der Schweiz.

## Geographie
Die Gemeinde Neuheim liegt am nördlichen Rand des Kantons Zug, eingebettet zwischen den beiden Flüssen Sihl und Lorze. Die Nachbargemeinden sind die ehemalige Muttergemeinde Menzingen im Süden, die Gemeinde Baar im Westen, die Gemeinde Hausen am Albis im Norden und die Gemeinde Horgen im Nord-Osten, beide im Kanton Zürich. Von der Gemeindefläche sind (2013/2018; Bundesamt für Statistik, Arealstatistik) 65,0 % landwirtschaftliche Nutzfläche, 17,9 % Wald und Gehölz, 15,9 % Siedlungsfläche und 1,1 % unproduktive Flächen.

Luftbild von Werner Friedli von 1966

## Geschichte
Neuheim als Ort wird urkundlich 1087 in Urkunden des Klosters St. Blasien im Schwarzwald greifbar, als der Edelfreie Adlelbold von Neuheim (im Dokument als Adelbold de niuheim geschrieben) – ein Verwandter der Freiherrn von Sellenbüren – ausgedehnte Landgüter am Berg vermachte. Den Freiherren von Sellenbüren wird auch die Kirchengründung in Neuheim zugeschrieben. Die Kirche selber wird 1173 erstmals urkundlich erwähnt, als der Besitz der Kirche «unsere Lieben Frau von Neuheim» vom Papst Cakixtus II dem Kloster St. Blasien bestätigt wurde.
Als Teil der «Gemeinde am Berg» (heute die Gemeinden Menzingen und Zug) teilte Neuheim dessen Geschichte. Aufgrund des Sonderbundskriegs und der eidgenössischen Besetzung kam es im Kanton Zug zu anderen politischen Verhältnissen. Der neue Bundesstaat wünschte als Verwaltungseinheit die Gemeinde anstelle der bisherigen Pfarreien. Neuheim war seit 1675 eine eigenständige Pfarrei und hatte somit das Recht, eine Gemeinde zu werden. Ein Teil der Bürger war der Meinung, weiterhin bei Menzingen zu bleiben, ein anderer Teil wollte eine eigenständige Gemeinde. Die Mehrheit war für eine Trennung von Menzingen und wollte die elfte Gemeinde des Kantons Zug werden. So entstand 1848 die neue (politische) Gemeinde Neuheim.

### Wappen
Als Teil der Gemeinde am Berg hatte Neuheim bis 1848 kein eigenes Wappen. Bei der Abtrennung 1848 wurde auch die Frage des Wappens aktuell, hierbei griff man auf einen Notbehelf zurück, indem man das Zuger Wappen abänderte. Auf den weissen Schild mit blauem Balken setzte man ein gelbes (goldenes) N. Im Jahr 1942 wurde das heutige Wappen eingeführt, es zeigt eine grüne Linde auf einem grünen Hügel, als Schildfarbe wählte man Gelb (Gold).

## Politik

### Gemeinderat
Der Gemeinderat besteht aus fünf Mitgliedern und dem Gemeindeschreiber mit beratender Stimme und Antragsrecht. Er wird alle vier Jahre gewählt.
Die Mitglieder sind (Stand Juni 2024):
- Daniel Schillig (Die Mitte) – Gemeindepräsident; Bau und Planung
- Monika Ulrich-Meier (Die Mitte) – Gemeindevizepräsidentin; Bildung
- Marcel Güttinger (FDP) – Finanzen
- Andreas Bächtold ( SVP) – Sicherheit, Infrastruktur und Verkehr
- Martina Blättler (FDP) (Stellvertretung Andreas Bächtold – Soziales und Gesundheit)

Gemeindeschreiberin ist Alexandra Bischof.
Am 26. November 2023 kam es zu Ergänzungswahlen.

### Kantonsratswahlen
Wähleranteile in Neuheim bei den Kantonsratswahlen 2022 des Kantons Zug: SVP 32,94 %, FDP 27,03 %, Die Mitte 18,76 %, glp 15,36 %, SP 4,66 % und Alternative Liste Grüne (ALG); auf Bundesebene Teil der GPS 1,25 %.

### Nationalratswahlen
Bei den Schweizer Parlamentswahlen 2019 betrugen die Wähleranteile in Neuheim: SVP 34,7 %, CVP 24,6 %, GPS 14,9 %, FDP 13,4 %, SP 6,5 %, glp 5,4 % und EVP 0,4 %.

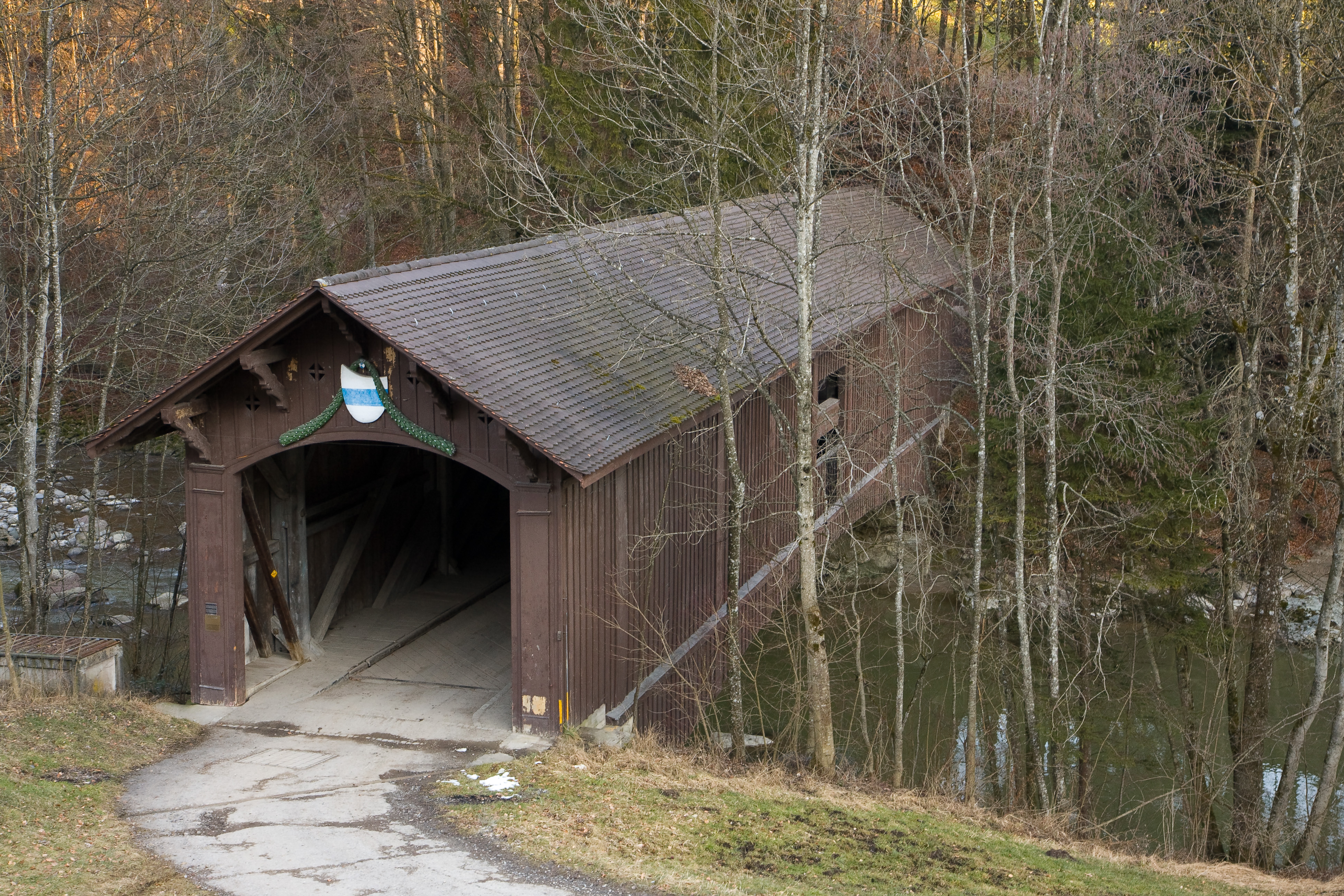
Die Babenwaag, früher die wichtigste Verbindung zwischen Zürich und Zug/Gotthard

## Bevölkerung
Bei den Zählungen 1798, 1817, 1830 und 1836 waren die heutigen Gemeinden Menzingen und Neuheim noch eine gemeinsame Einheit (Gemeinde Am Berg). Die Zahlen sind deshalb nur für 1749 bis 1768 und ab 1847 aussagekräftig. Die Bevölkerungszahl der Gemeinde wuchs zwischen 1754 und 1847 stetig (1754–1847: +77,5 %). Infolge des Rückgangs der wichtigen Seidenweberei kam es zwischen 1847 und 1888 zu einem starken Bevölkerungrückgang (1847–1888: −24,7 %). Darauf folgte eine Wachstumsphase zwischen 1888 und 1930 (1900–2022: +25,1 %). Dennoch zählte die Gemeinde 1930 weniger Einwohner als Mitte des Neunzehnten Jahrhunderts. Zwischen 1970 und 2000 gab es einen starken Bevölkerungsantieg (1970–2000: +145,8 %). Nach einer Stagnation bis 2000 folgte ein weiterer Wachstumsschub. Somit hat sich die Einwohnerzahl seit 1850 mehr als verdreifacht (1850–2022: +203,6 %). Dies ist typisch für den Kanton Zug, der wegen der tiefen Steuern und der Nähe zu Zürich in den Jahren seit 1945 ein enormes Bevölkerungswachstum erlebt.
Quellen: Volkszählungen in der Schweiz vor 1850; Bevölkerungsentwicklung der Gemeinden 1850–2000; 2010 ESPOP, 2020 STATPOP

### Sprachen
Die Alltagssprache ist Schweizerdeutsch, eine hochalemannische Mundart. Hinzu kommen Sprachen der Zugewanderten aus anderen Sprachgebieten der Schweiz und dem Ausland.

### Religionen – Konfessionen
In früheren Zeiten war die gesamte Bevölkerung Mitglied der römisch-katholischen Kirche. Von den 764 Einwohnern im Jahr 1850 waren alle katholische Christen. Bei der letzten klassischen Volkszählung im Jahr 2000 waren von den 1'920 Bewohnern 1'263 oder 65,78 % katholische und 307 oder 15,99 % reformierte Christen. Daneben gab es 61 Muslime und 51 orthodoxe Christen. Bereits 136 Personen waren konfessionslos und 69 Menschen machten keine Angaben zu ihrer Konfession.
Die beiden Landeskirchen verlieren rasant Mitglieder. Im Jahr 2022 gehörten (laut Berechnungen des Bundesamts für Statistik) nur noch 47,6 % der Bevölkerung zur Katholischen Kirche und 12,0 % zur Evangelisch-Reformierten Landeskirche. Die Zahl der Konfessionslosen und Muslime ist seit der letzten klassischen Volkszählung 2000 stark gewachsen. Zusammen mit Christen ausserhalb der Landeskirchen, nichtchristlichen Glaubensgemeinschaften und Konfessionslosen stellen sie 40,4 % der Einwohnerschaft.

### Herkunft – Nationalität
Von den Ende 2022 2'340 Personen waren 1'733 Schweizer Staatsangehörige und 607 (25,94 %) Menschen anderer Staatsangehörigkeit. Die grössten Zuwanderergruppen kommen aus Deutschland (92 Menschen), dem Vereinigten Königreich (67), Italien (46), Portugal (43), Serbien, Somalia und Südafrika (je 23), Frankreich sowie Österreich (je 22).

### Altersstruktur
Die Gemeinde zählt einen hohen Anteil an Leuten im mittleren Alter. Während der Anteil der Personen unter zwanzig Jahren 22,22 % der Ortsbevölkerung ausmacht, sind 17,09 % Senioren (65 Jahre und älter). Die grösste Altersgruppe stellen die Personen zwischen 45 und 59 Jahren. Grund dafür ist die Alterung der Generation der Babyboomer (Jahrgänge bis 1965). Auf 100 Leute im arbeitsfähigen Alter (20–64 Jahre; 1'420 Personen) entfallen 37 Junge (520 Personen) und 28 Menschen (400 Personen) im Pensionsalter.
Die aktuelle Altersverteilung zeigt folgende Tabelle:
| Alter                                                             | 0–6 Jahre | 7–15 Jahre | 16–19 Jahre | 20–29 Jahre | 30–44 Jahre | 45–59 Jahre | 60–79 Jahre | 80 Jahre und mehr | Einwohner |
| Anzahl                                                            | 177       | 242        | 101         | 213         | 476         | 586         | 474         | 71                | 2'340     |
| Anteil                                                            | 7,56 %    | 10,34 %    | 4,32 %      | 9,10 %      | 20,34 %     | 25,04 %     | 20,26 %     | 3,03 %            | 100 %     |
| Quelle: Bundesamt für Statistik, Bevölkerung nach Alter Ende 2022 |           |            |             |             |             |             |             |                   |           |

## Bildung
Die Gemeinde verfügt über folgende Bildungsräumlichkeiten: Zyklus 1: (Kindergarten) Chilematt, Zyklus 1 (Unterstufe; 1. und 2. Primarschulklasse): Schulhaus Dorf 1, Zyklus 2 (Mittelschule; 3. bis 6. Primarschulklasse): Schulhaus Dorf 1, Zyklus 3 (Oberstufe; Sekundarschule): Schulhaus Dorf 2.
Die Oberstufenschüler, die das Gymnasium der Kantonsschule besuchen, müssen dafür in die Nachbargemeinde Menzingen (KSM) oder in die Stadt Zug (KSZ).

### Lernende mit Schulort
| Schuljahr (2022/2023)                | Kindergarten | Primarschule | Sekundarstufe I | Gesamthaft |
| ------------------------------------ | ------------ | ------------ | --------------- | ---------- |
| Abteilungen                          | 3            | 9            | 3               | 15         |
| Lernende                             | 41           | 147          | 38              | 226        |
| Quelle: Fachstelle für Statistik Zug |              |              |                 |            |

## Wirtschaft
Landwirtschaft und Handwerk waren lange die Hauptwirtschaftszweige in . Zudem war als Heimarbeit bis ins späte 19. Jahrhundert die Seidenweberei wichtig. Diese ging infolge Mechanisierung unter. Nach dem Zweiten Weltkrieg wuchs der Sektor 3 (Dienstleistungsunternehmen) immer stärker. Die Mehrheit der Beschäftigten arbeitete 2021 in Dienstleistungsunternehmen (Sektor 3). Knapp danach folgte der Bereich Industrie und Gewerbe (Sektor 2). Der bis ins 19. Jahrhundert dominierende Bereich Landwirtschaft/Forstwirtschaft/Fischerei (Sektor 1) hat nur noch untergeordnete Bedeutung. Die Zahlen für die drei Sektoren sehen wie folgt aus:
|                                          | 1. Sektor | 1. Sektor    | 1. Sektor         | 2. Sektor | 2. Sektor    | 2. Sektor         | 3. Sektor | 3. Sektor    | 3. Sektor         | Total    | Total        | Total             |
|                                          | Betriebe  | Beschäftigte | Vollzeit- stellen | Betriebe  | Beschäftigte | Vollzeit- stellen | Betriebe  | Beschäftigte | Vollzeit- stellen | Betriebe | Beschäftigte | Vollzeit- stellen |
| Anzahl                                   | 26        | 63           | 42                | 43        | 382          | 344               | 189       | 539          | 361               | 258      | 984          | 748               |
| Anteil                                   | 10,08 %   | 6,40 %       | 5,62 %            | 16,67 %   | 38,82 %      | 46,06 %           | 73,26 %   | 54,78 %      | 48,31 %           | 100 %    | 100 %        | 100 %             |
| Quelle: Bundesamt für Statistik, STATENT |           |              |                   |           |              |                   |           |              |                   |          |              |                   |

Die Anzahl der männlichen übersteigt die Anzahl der weiblichen Beschäftigten deutlich. Der Grund dafür ist die höhere Erwerbsquote unter den Männern. Eine klar überwiegende Mehrheit der Teilzeitarbeitsverhältnisse werden von Frauen besetzt.
|                                          | 1. Sektor    | 1. Sektor         | 2. Sektor    | 2. Sektor         | 3. Sektor    | 3. Sektor         | Total        | Total             |
|                                          | Beschäftigte | Vollzeit- stellen | Beschäftigte | Vollzeit- stellen | Beschäftigte | Vollzeit- stellen | Beschäftigte | Vollzeit- stellen |
| Frauen                                   | 22           | 10                | 72           | 52                | 231          | 129               | 325          | 192               |
| Männer                                   | 41           | 32                | 310          | 292               | 308          | 232               | 659          | 556               |
| Quelle: Bundesamt für Statistik, STATENT |              |                   |              |                   |              |                   |              |                   |

## Verkehr
Neuheim ist mit der ZVB Linie 31 und 32 erreichbar, wobei Linie 31 nach Sihlbrugg führt, und Linie 32 über Neuheim nach Menzingen fährt. Neuheim hat eine direkte Hauptstrassenverbindung mit Sihlbrugg (Gemeinde Baar), Edlibach (Gemeinde Menzingen ZG) und Baar ZG. Zürich und Luzern sind mit dem Auto in je einer halben Stunde erreichbar.

## Bilder

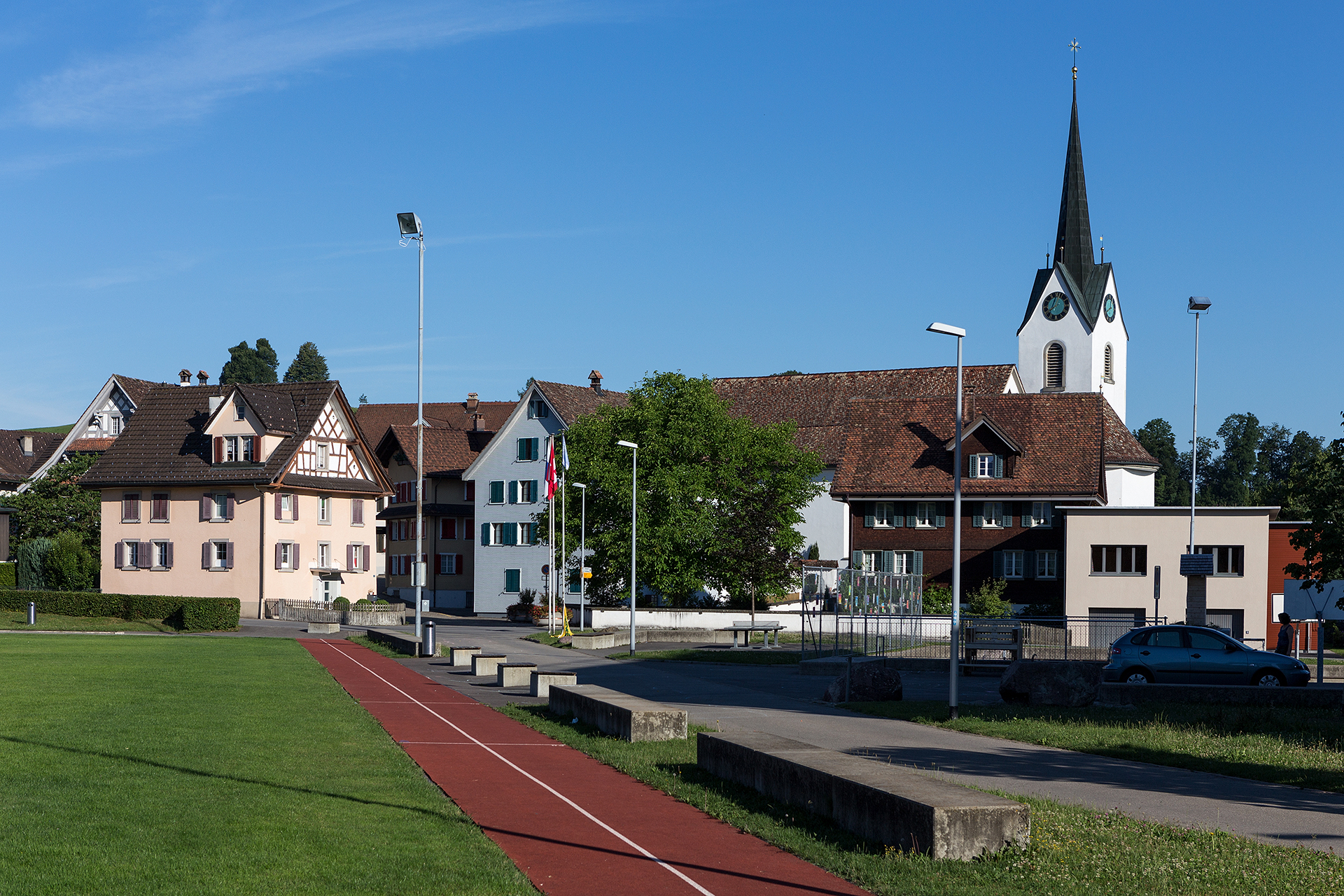
Neuheim, Zentrum
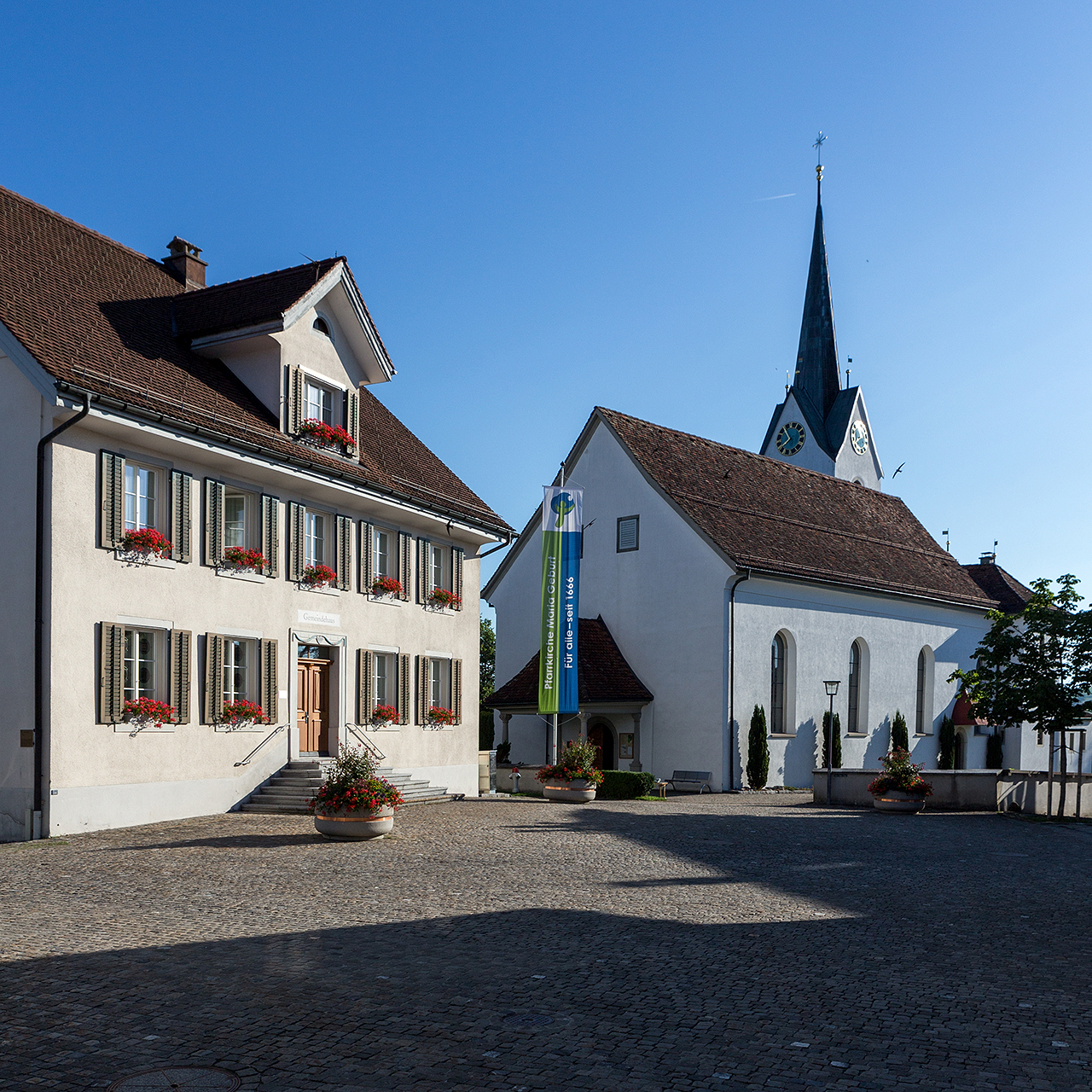
Gemeindehaus, Pfarrkirche
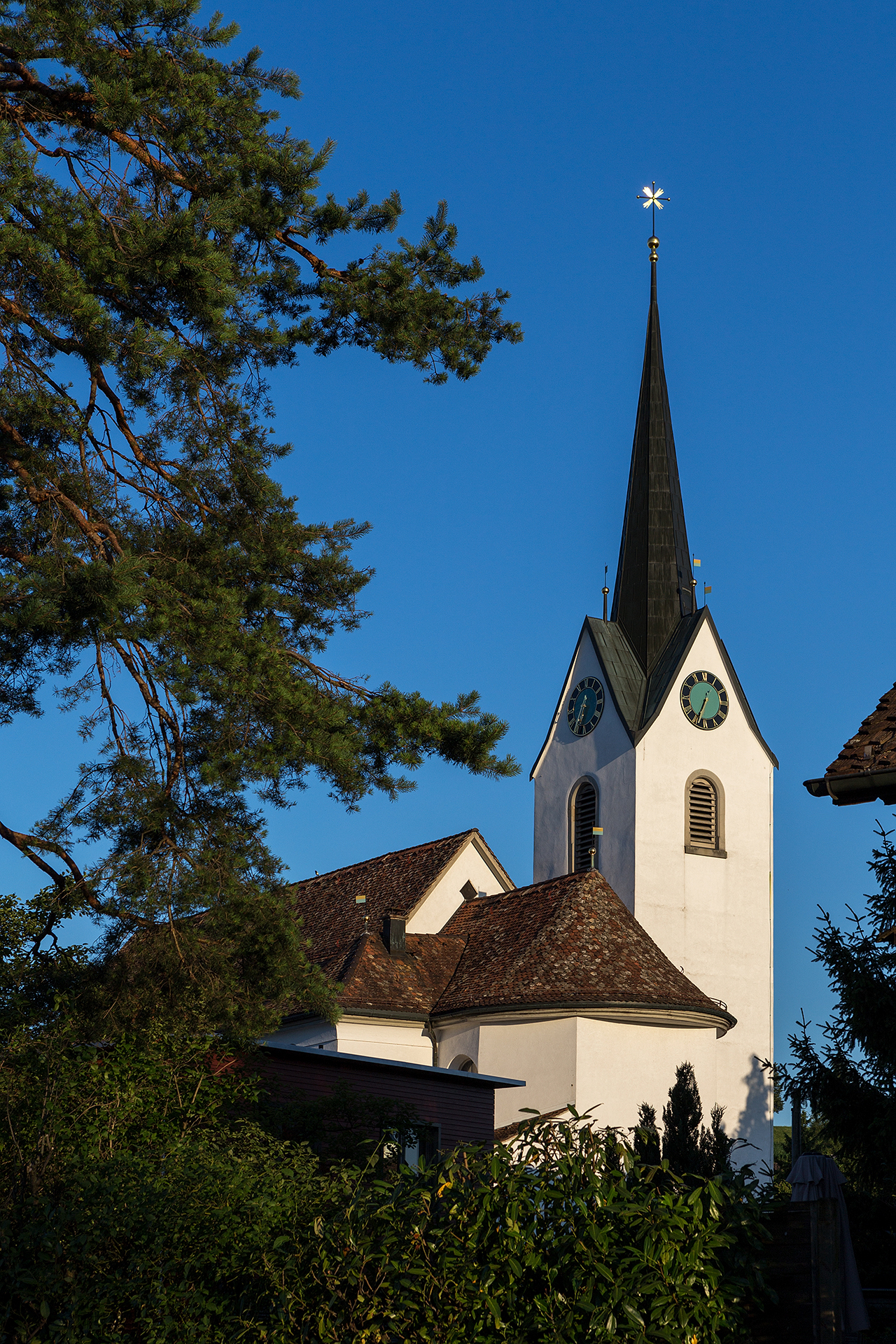
Pfarrkirche
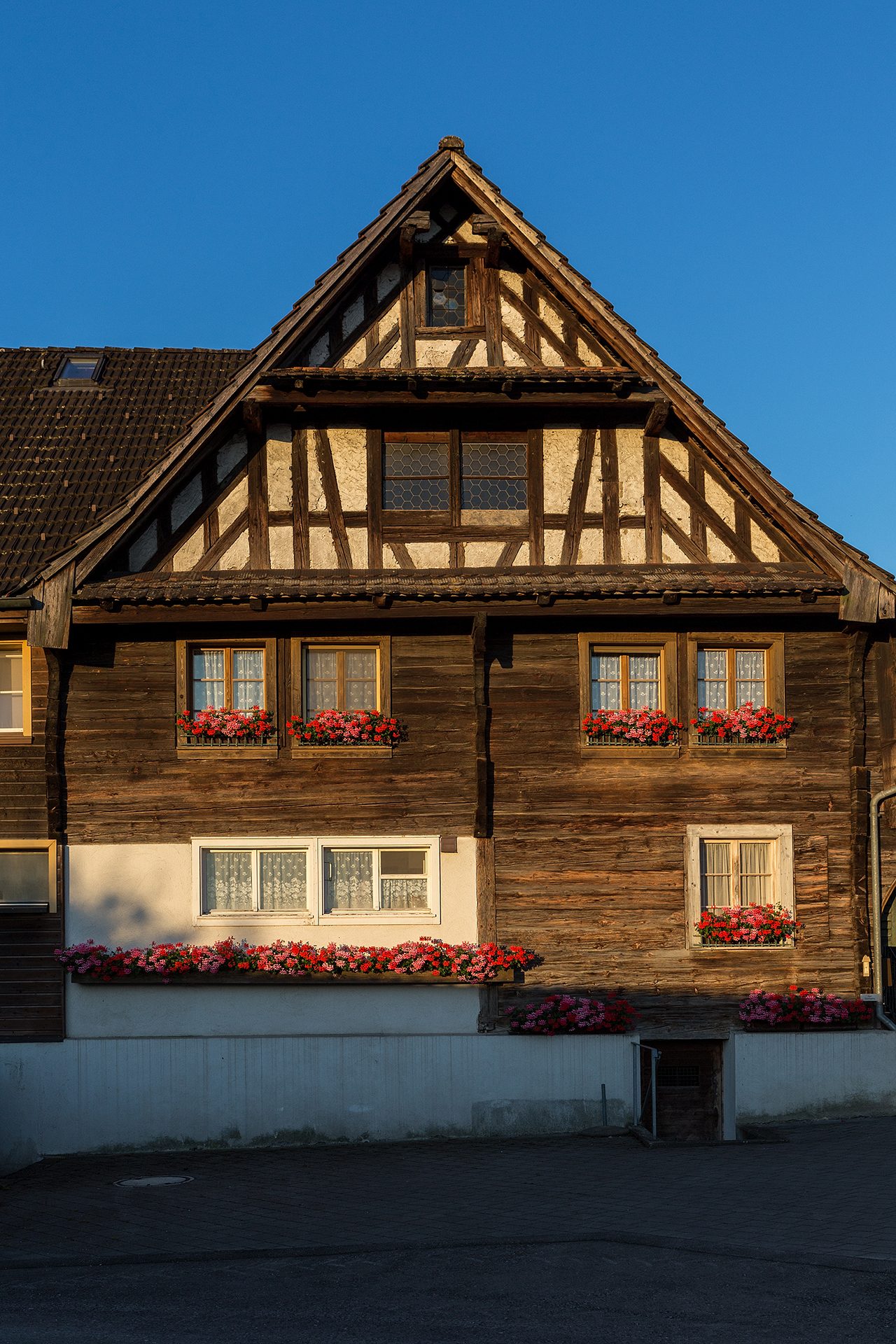
Fachwerkbau/Blockbau
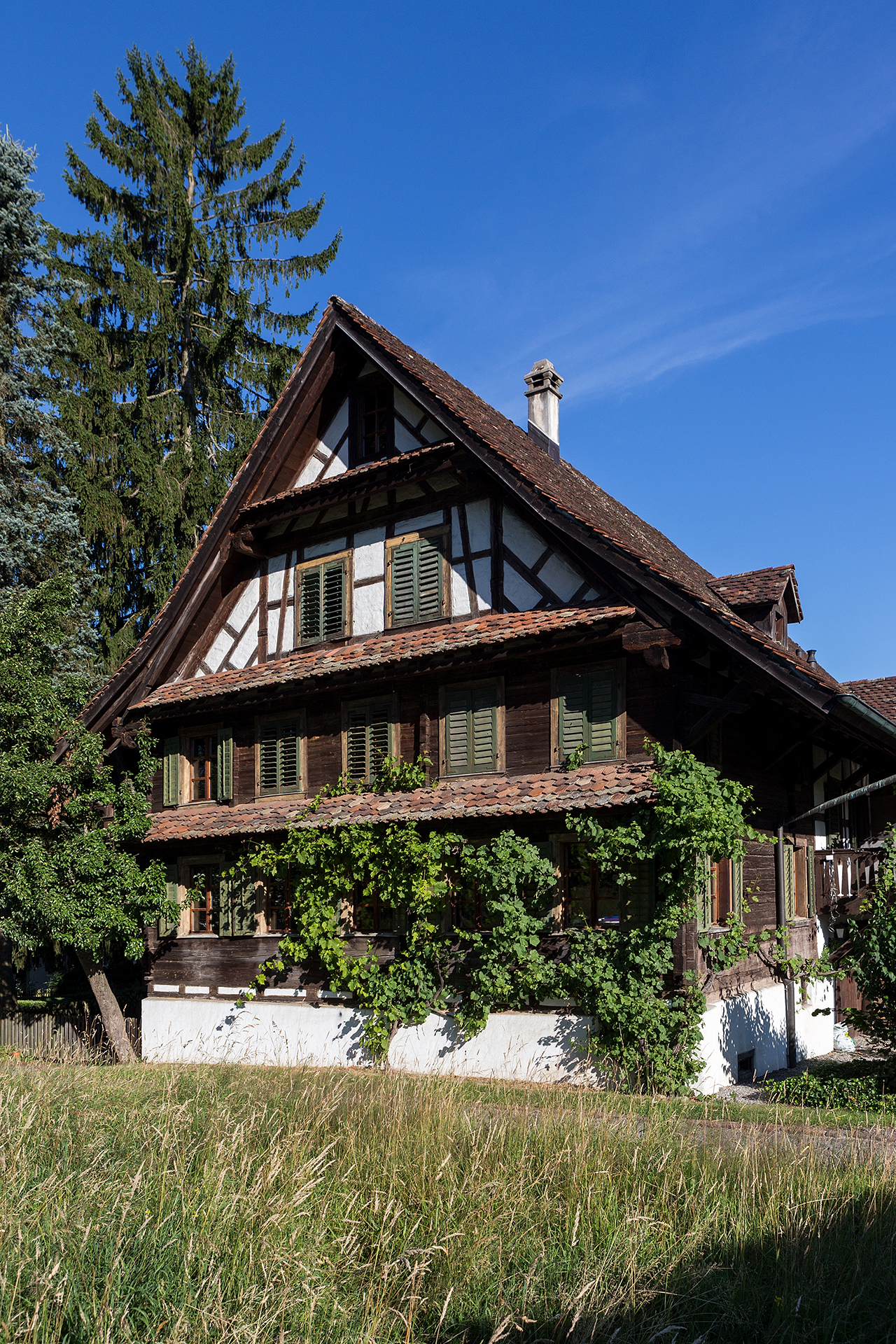
Fachwerkbau
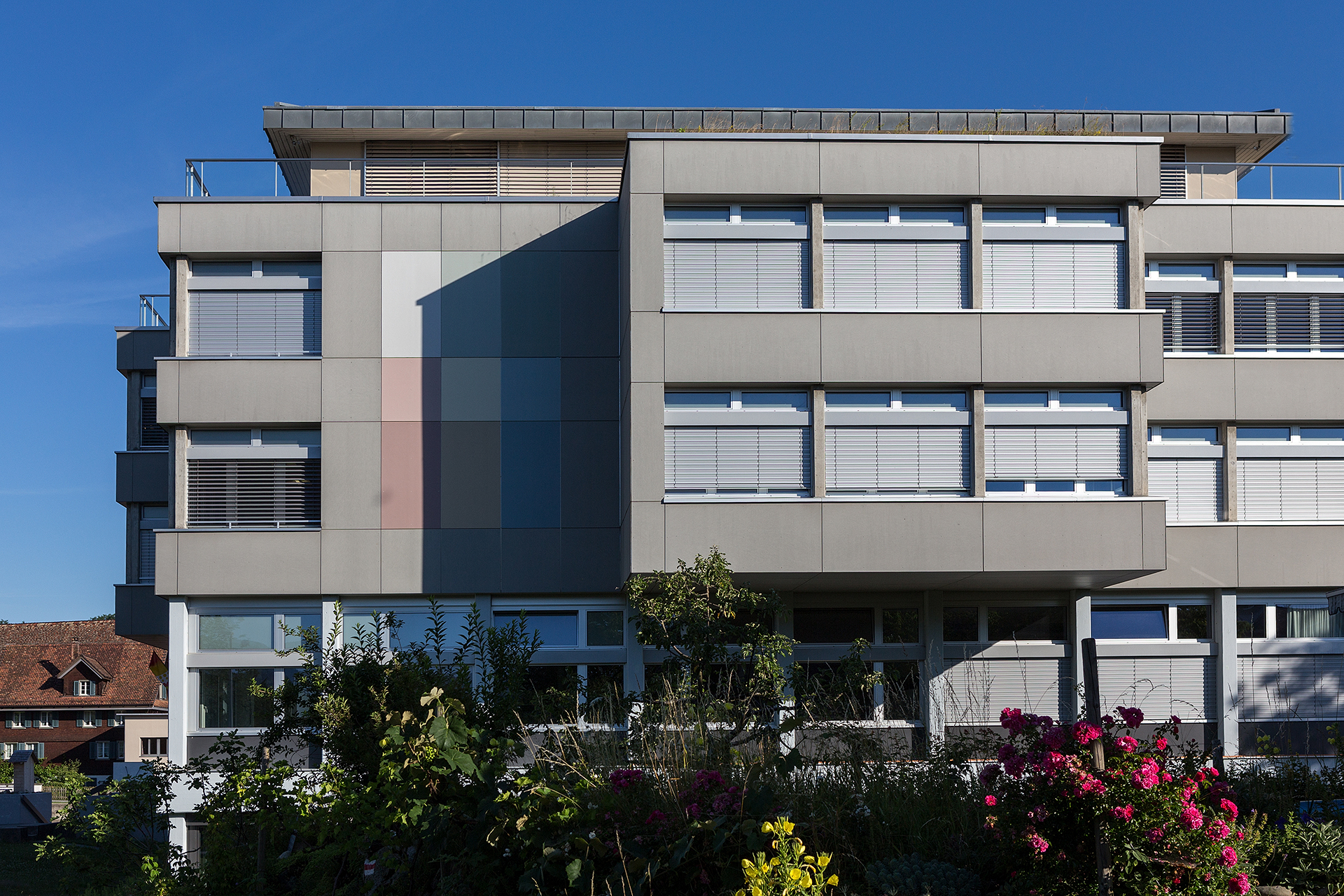
Dorfschulhaus
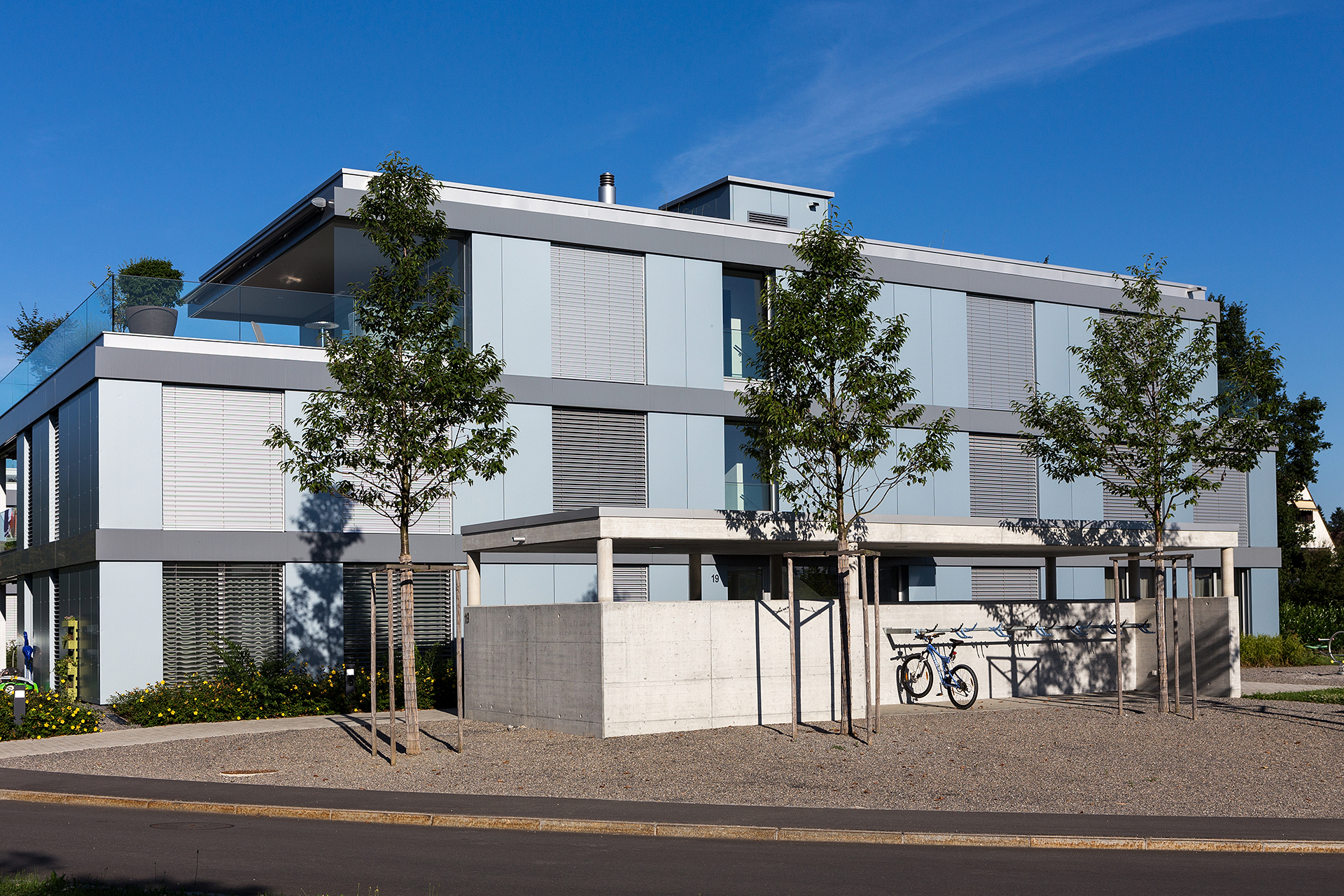
Quartier Obere Rainstrasse
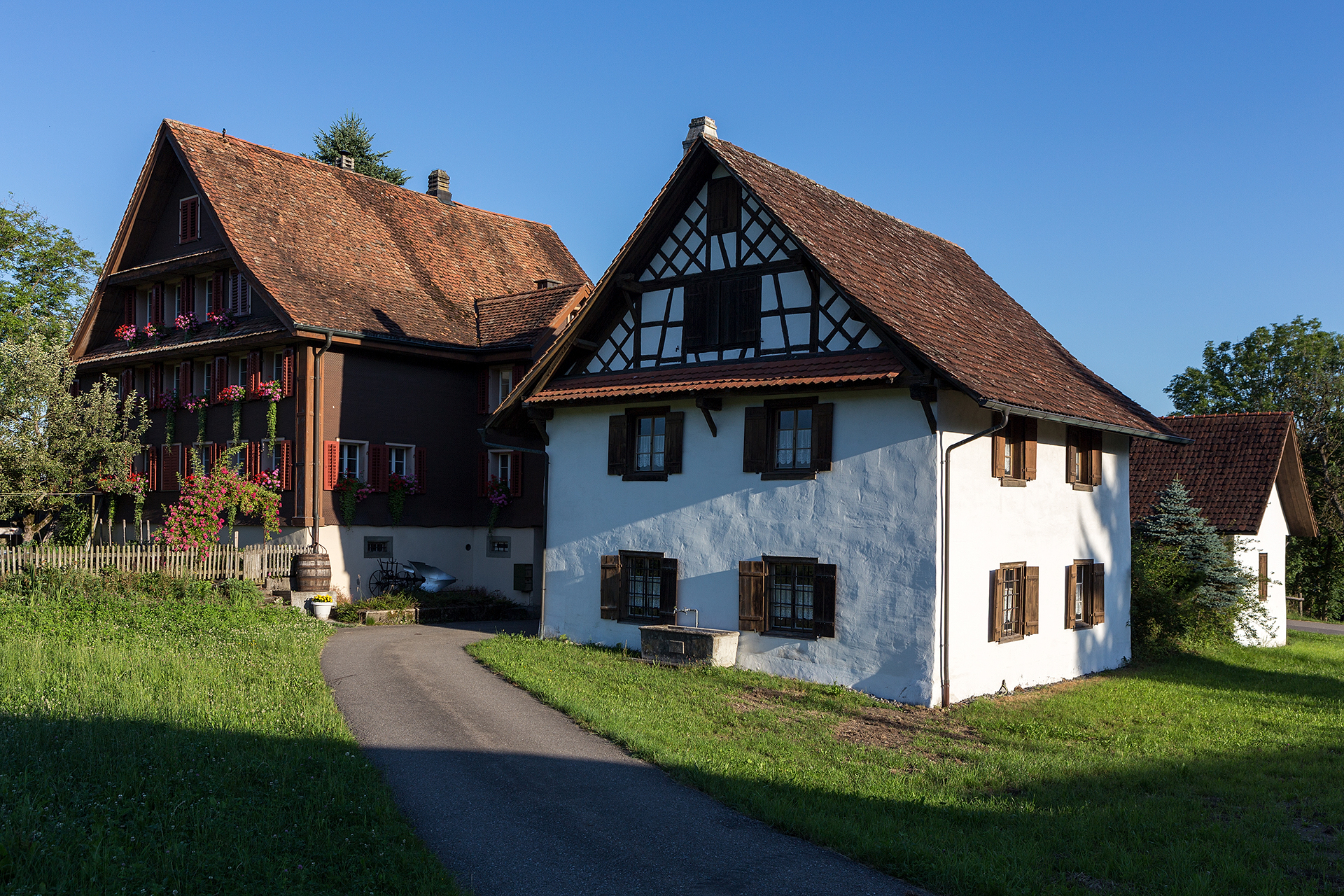
Rüedihof, Hinterburg